# Saut en longueur masculin aux championnats du monde d'athlétisme en salle 2012
Navigation
2010 2014
Le saut en longueur masculin des Championnats du monde en salle 2012 a lieu les 9 et 10 mars dans l'Ataköy Athletics Arena.

## Records et performances

### Records
Les records du saut en longueur hommes (mondial, des championnats et par continent) étaient avant les championnats 2012, les suivants :
| Record du monde           | Carl Lewis       | États-Unis | 8,79 m | New York  | 27 janvier 1984 |
| Record des championnats   | Iván Pedroso     | Cuba       | 8,62 m | Maebashi  | 7 mars 1999     |
| Record d'Afrique          | Ignisious Gaisah | Ghana      | 8,36 m | Stockholm | 2 février 2006  |
| Record d'Asie             | Su Xiongfeng     | Chine      | 8,27 m | Nankin    | 11 mars 2010    |
| Record d'Amérique du Nord | Carl Lewis       | États-Unis | 8,79 m | New York  | 27 janvier 1984 |
| Record d'Amérique du Sud  | Irving Saladino  | Panama     | 8,42 m | Paiania   | 13 février 2008 |
| Record d'Europe           | Sebastian Bayer  | Allemagne  | 8,71 m | Turin     | 8 mars 2009     |
| Record d'Océanie          | Fabrice Lapierre | Australie  | 8,19 m | Doha      | 12 mars 2010    |

### Bilans mondiaux
Les bilans mondiaux avant la compétition étaient :
| 1 | Aleksandr Menkov    | Russie     | 8,24 m |
| 1 | Will Claye          | États-Unis | 8,24 m |
| 3 | Zhang Xiaoyi        | Chine      | 8,20 m |
| 4 | Yun Zhiming         | Chine      | 8,17 m |
| 5 | Damar Forbes        | Jamaïque   | 8,12 m |
| 5 | Sebastian Bayer     | Allemagne  | 8,12 m |
| 7 | Marquise Goodwin    | États-Unis | 8,10 m |
| 8 | Alexandru Cuharenko | Moldavie   | 8,09 m |
| 9 | Marquis Dendy       | États-Unis | 8,06 m |
| 9 | Ashton Eaton        | États-Unis | 8,06 m |

## Résultats

### Finale
| Rang               | Athlète                 | Pays       | Essais | Essais | Essais | Essais | Essais | Essais | Marque | Notes |
| Rang               | Athlète                 | Pays       | 1      | 2      | 3      | 4      | 5      | 6      | Marque | Notes |
| ------------------ | ----------------------- | ---------- | ------ | ------ | ------ | ------ | ------ | ------ | ------ | ----- |
| Médaille d'or      | Mauro Vinícius da Silva | Brésil     | 7,73 m | x      | x      | 7,77 m | 8,23 m | 8,23 m | 8,23 m |       |
| Médaille d'argent  | Henry Frayne            | Australie  | 8,17 m | x      | x      | x      | 7,89 m | 8,23 m | 8,23 m | AR    |
| Médaille de bronze | Aleksandr Menkov        | Russie     | 8,12 m | 8,22 m | x      | x      | 8,10 m | x      | 8,22 m |       |
| 4                  | Will Claye              | États-Unis | 7,78 m | x      | 7,98 m | x      | 8,04 m | x      | 8,04 m |       |
| 5                  | Ndiss Kaba Badji        | Sénégal    | 7,93 m | x      | x      | 7,97 m | x      | x      | 7,97 m | SB    |
| 6                  | Louis Tsatoumas         | Grèce      | 7.88 m | x      | x      | x      | 7,49 m | 7,77 m | 7,88 m |       |
| 7                  | Ignisious Gaisah        | Ghana      | 7,76 m | 7,70 m | 7,83 m | 7,75 m | 7,86 m | 7,85 m | 7,86 m |       |
| 8                  | Luis Felipe Méliz       | Espagne    | x      | x      | x      | x      | x      | 7,50 m | 7,50 m |       |

### Qualifications
| Rang | Athlète                 | Pays       | 1er essai | 2e   | 3e   | Meilleur | Notes     |
| ---- | ----------------------- | ---------- | --------- | ---- | ---- | -------- | --------- |
| 1    | Mauro Vinícius da Silva | Brésil     | 7,93      | x    | 8,28 | 8,28 m   | Q, WL, NR |
| 2    | Luis Felipe Méliz       | Espagne    | 8,10      | -    | -    | 8,10 m   | Q, SB     |
| 3    | Henry Frayne            | Australie  | 7,77      | 8,02 | -    | 8,02 m   | Q         |
| 4    | Louis Tsatoumas         | Grèce      | 8,00      | -    | -    | 8,00 m   | Q         |
| 5    | Aleksandr Menkov        | Russie     | 7,80      | 7,98 | -    | 7,98 m   | q         |
| 6    | Ndiss Kaba Badji        | Sénégal    | 7,88      | 7,93 | x    | 7,93 m   | q         |
| 7    | Will Claye              | États-Unis | x         | 7,91 | -    | 7,91 m   | q         |
| 8    | Ignisious Gaisah        | Ghana      | 7,77      | 7,79 | 7,89 | 7,89 m   | q         |
| 9    | Michel Tornéus          | Suède      | x         | 7,77 | 7,85 | 7,85 m   |           |
| 10   | Tyrone Smith            | Bermudes   | 7,76      | x    | 7,80 | 7,80 m   |           |
| 11   | Eusebio Cáceres         | Espagne    | 7,37      | 7,71 | 7,67 | 7,71 m   |           |
| 12   | Alexandru Cuharenko     | Moldavie   | 7,42      | 7,44 | 7,66 | 7,66 m   |           |
| 13   | Supanara Sukhasvasti    | Thaïlande  | 7,14      | 7,43 | x    | 7,43 m   |           |
| 14   | Alper Kulaksız          | Turquie    | 7,42      | 7,15 | x    | 7,42 m   | SB        |
| 15   | Su Xiongfeng            | Chine      | x         | 7,42 | -    | 7,42 m   | SB        |

## Légende
Records et Performances
- AR : Record continental (area record)
- CR : Record des championnats (championship record)
- MR : Record du meeting (meet record)
- NR : Record national (national record)
- OR : Record olympique (olympic record)
- PR : Record paralympique (paralympic record)
- PB : Record personnel (personal best)
- SB : Meilleure performance personnelle de la saison (season's best)
- WL : Meilleure performance mondiale de l'année (world leader)
- WJR : Record du monde junior (world junior record)
- WR : Record du monde (world record)

Circonstances et Conditions
- DNF : N'a pas terminé (did not finish)
- DNS : N'a pas pris le départ (did not start)
- DQ : Disqualification (disqualification)
- NM : Aucun essai valable enregistré (No Mark)
- Q : Qualifié « directement » au prochain tour (ou à la prochaine compétition), lors d'une compétition majeure, grâce au classement ou à la réalisation des minima (automatic qualifier)
- q : Qualifié au prochain tour (ou à la prochaine compétition), lors d'une compétition majeure, grâce au repêchage ou à la réalisation de l'une des meilleures performances parmi celles des « non qualifiés directement » (grâce au meilleur temps ou à la meilleure distance par exemple) (secondary qualifier)